# Tápiószentmárton
Tápiószentmárton is een plaats (nagyközség) en gemeente in het Hongaarse comitaat Pest. Tápiószentmárton telt 5477 inwoners (2007).

## Geboren
- Roland Juhász (1 juli 1983), voetballer